# Varan Glauertův
Varan Glauertův (Varanus glauerti) je malý druh ještěra z čeledi varanovitých. Pojmenován byl po Ludwigovi Glauertovi, který tak byl poctěn německým herpetologem Robertem Mertensem. V České republice je to často chovaný druh varana. 

## Areál rozšíření
Austrálie: Severní Teritorium, Západní Austrálie.

## Popis
Dorůstá délky do 80 cm, samci jsou delší než samice. Je skvrnitý a má plochou hlavu. 

## Chov
Pro chov těchto varanů potřebujeme terárium o rozměrů 150x80x80cm. Potřebuje mít vlhké úkryty, třeba rašeliník. K substrátu potřebuje písek a jíl, aby se mohl dostatečně pohybovat, potřebuje mít lezecké stěny. Vlhkost potřebuje od 50 - 70 %. Jako světlo potřebuje zářivky. Jídelníček se skládá z myší, menší ještěrky a hmyz : cvrčky s vitamíny.